# 1976 코파 델 헤네랄리시모 결승전
1976 코파 델 헤네랄리시모 결승전(스페인어: La Final de la Copa del Generalísimo de 1976)은 현재 코파 델 레이로 알려진 스페인 컵대회의 72번째 결승전이다. 이 경기는 1976년 6월 26일, 마드리드의 산티아고 베르나베우에서 열렸고, 아틀레티코 마드리드가 사라고사를 1-0으로 이기고 통산 5번째 우승을 거두었다.
이 결승전은 대장군컵(스페인어: Copa del Generalísimo)의 결승전으로 명명된 마지막 결승전이었는데, 프란시스코 프랑코가 1975년 11월에 최후를 맞이했기 때문이었다. 그 후부터, 대회 명칭은 왕정 복고에 따라 국왕컵(스페인어: Copa del Rey)으로 환원되었다. 국왕 후안 카를로스 1세가 당시 8세였던 아스투리아스 공 펠리페 6세와 함께 경기를 관전했다. 이 경기에서 아틀레티코의 승리를 관전한 펠리페는 아틀레티코 마드리드를 지지하게 되었다.

## 상세 경기 정보
| 아틀레티코 마드리드 | 1 – 0             | 사라고사 |
| ------------------- | ----------------- | -------- |
| 가라테 26′          | 리포트 (스페인어) |          |

| 아틀레티코 마드리드: |    |                               |     |     |
|                      |    |                               |     |     |
| GK                   | 1  | 미겔 레이나                   |     |     |
| DF                   | 2  | 호세 루이스 카폰              |     |     |
| DF                   | 3  | 라몬 에레디아                 |     |     |
| DF                   | 4  | 에우세비오                    | 70′ |     |
| DF                   | 5  | 파나데로 디아스               |     |     |
| MF                   | 6  | 마르셀리노                    |     |     |
| MF                   | 7  | 이그나시오 살세도             |     | 76′ |
| MF                   | 8  | 에우헤니오 레알               |     |     |
| FW                   | 9  | 루벤 아얄라                   |     |     |
| FW                   | 10 | 호세 에울로히오 가라테 (주장) |     |     |
| FW                   | 11 | 에랄도 베세라                 |     | 60′ |
| 교체 선수:           |    |                               |     |     |
| MF                   | 12 | 알베르토                      |     | 76′ |
| FW                   | 14 | 프란시스코 아길라르           |     | 60′ |
| 감독:                |    |                               |     |     |
| 루이스 아라고네스    |    |                               |     |     |

| 사라고사:  |    |                        |     |     |
|            |    |                        |     |     |
| GK         | 1  | 안드레스 훙케라        |     |     |
| DF         | 2  | 호세 에레디아          | 30′ | 46′ |
| DF         | 3  | 후안 카를로스 블랑코   |     |     |
| DF         | 4  | 마누엘 곤살레스 (주장) |     |     |
| DF         | 5  | 앙헬 로요              |     |     |
| MF         | 6  | 호세 파블로 가르시아   |     | 79′ |
| MF         | 7  | 페페 곤살레스          |     |     |
| MF         | 8  | 사투르니노 아루아      |     |     |
| MF         | 9  | 시마로                 |     |     |
| FW         | 10 | 라우레아노 루비알      |     |     |
| FW         | 11 | 카를로스 디아르테      | 32′ |     |
| 교체 선수: |    |                        |     |     |
| DF         | 12 | 호세 루이스 리코       |     | 46′ |
| FW         | 14 | 후안호                 |     | 79′ |
| 감독:      |    |                        |     |     |
| 카리에가   |    |                        |     |     |

| 경기 규정 - 90분 - 필요시 연장전 30분 - 연장전 이후 동점시 승부차기 - 교체 선수 4명 등재 - 최대 선수 2명 교체 가능 |